# Caterina di Russia (film)
Caterina di Russia è un film del 1963 diretto da Umberto Lenzi.

## Trama
Le vicende romanzate di Caterina II di Russia, moglie di Pietro III di Russia, che insieme ad un generale dell'impero riesce a deporre il marito e prendere il potere.